# マドローダム
マドローダム（Madurodam、マドゥーロダム）はオランダのデン・ハーグ、スケベニンゲン地区に所在するミニチュアパーク。1952年7月2日開園。25分の1スケールでオランダの町並みが再現されている。名称の由来はジョージ・マドローという人物で、戦時中オランダのレジスタンスに参加し、1945年ダッハウ強制収容所で死亡、後オランダで叙勲された。ベアトリクス王女が建設を決意した。
これを元に作られたのが、1955年ディズニーランドにオープンしたおとぎの国のカナルボートである。

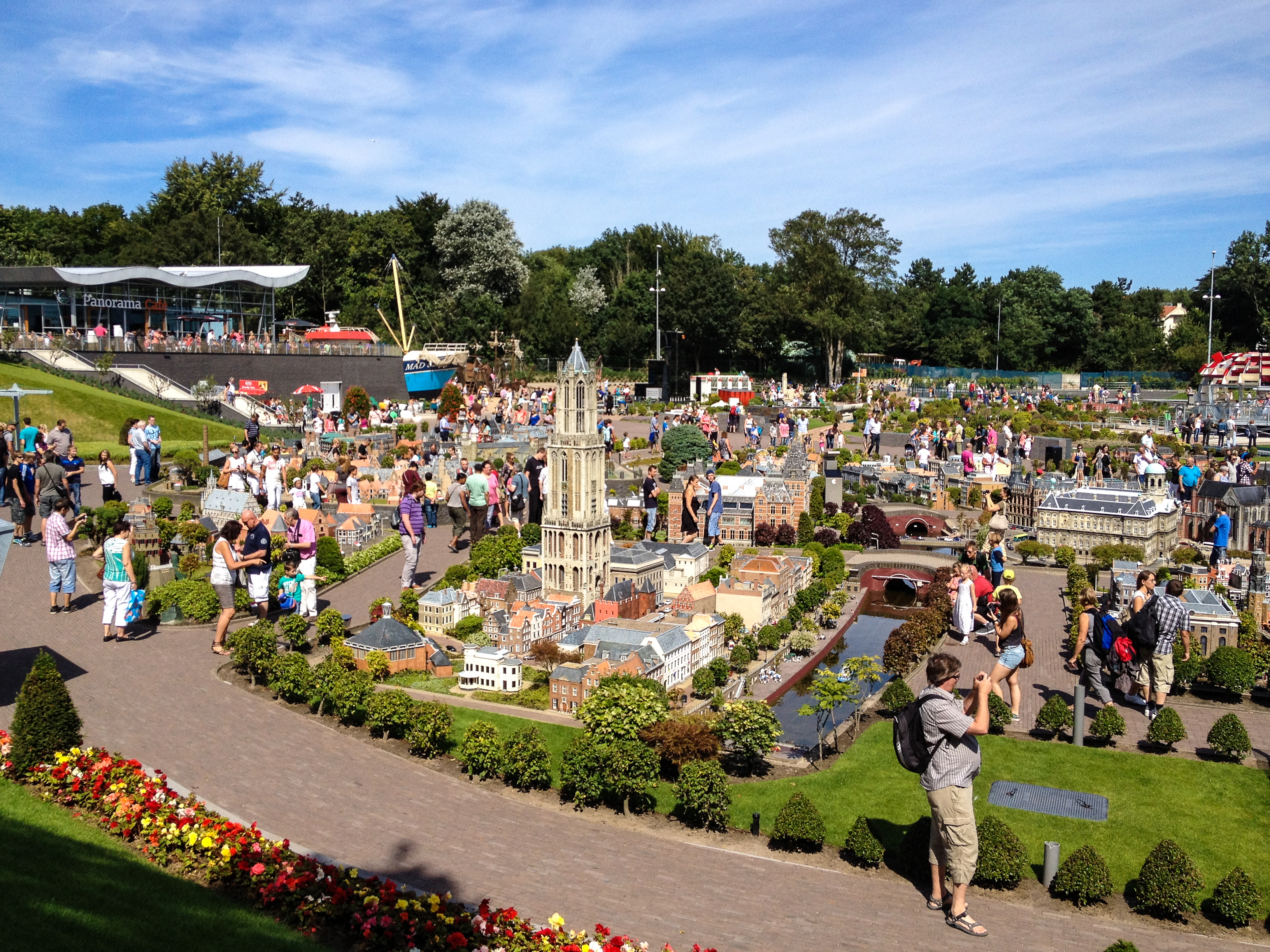
園内の様子

## 主な展示物

### アムステルダムの建物
- アムステルダム・スキポール空港
- ダム広場
- アムステルダム国立美術館
- ムント塔

### ロッテルダムの建物
- エラスムス橋
- ユーロマスト
- ロッテルダム図書館
- ロッテルダム動物園

### デン・ハーグの建物
- ハウステンボス宮殿
- 平和宮